# Долно Барбарево
 Тази статия е за едното пробищипско село.  За другото вижте Горно Барбарево.  За струмишкото вижте Барбарево.
Долно Барбарево (на македонска литературна норма: Долно Барбарево) село в община Пробищип, Северна Македония.

## География
Барбарево се намира в крайния югозападен край на долината на Злетовската река, на границите между Пробищипската, Кратовската и Светиниколската община, в южното подножие на еруптивната планинска верига Плавица — Манговица (Църни връх). Селото е разположено на силно ерозирал терен край изворите на река Белошица, на 580—620 метра надморска височина. В близост е Сакуличкият проход, през който в миналото минава кервански път, свързващ Велес с Кюстендил.
Долно Барбарево е разположено срещу Горно Барбарево на източните падини на рида Големо бърдо (770 метра). Землището му е 11,2 км2, като земеделската площ е 1,063 хектара, от които 347 хектара са земеделски земи, 628 хектара пасища и 88 хектара гори. Ниви има както под селото, така и над него – на ридовете Струга, Големо бърдо, Ковил, Мици Габер и други.

## История
Според преданията Барбарево е много старо село. На конусния рид Градище са запазени остатъци от стара крепост, за която се смята, че е от римско време. Името на селото произлиза от гръцката дума варвари, от което се съди, че е старо, предславянско селище. Според преданията в средновековието Барбарево се намирало в местността Селище и жителите му били мадемджии (рудари), които работели в рудниците на седловината Джгури. Селото се премества след размирици, но населението продължава да се занимава с рударство.
В края на XIX век Барбарево е село в Кратовска каза на Османската империя с две големи махали – Шуке махала, или Големо Барбарево, разположено от лявата страна на Белошица, и Амбар махала, или Мало Барбарево, разположено на десния бряг на реката на около 1,5 километра разстояние.
Според статистиката на Васил Кънчов („Македония. Етнография и статистика“) към 1900 година в Барбарово (днес Долно и Горно Барбарево) живеят 780 българи-християни.
В началото на XX век цялото население на селото е под върховенството на Българската екзархия. По данни на секретаря на екзархията Димитър Мишев („La Macédoine et sa Population Chrétienne“) в 1905 година в Барбарево има 848 българи екзархисти и функционира българско училище.
При избухването на Балканската война в 1912 година четирима души от Барбарево (Горно и Долно) са доброволци в Македоно-одринското опълчение.
В 1913 година след Междусъюзническата война селото попада в Сърбия, а по-късно в Югославия. В 1948 година селото има 672 жители. След Втората световна война Шуке махала е обявена за село Горно Барбарево, а Амбар махала – за село Долно Барбарево. Жителите на Барбарево започват масово да се изселват – в 1953 година Долно Барбарево има 490 жители, в 1971 – 203, а в 1994 20 жители – 10 мъже и 10 жени в 9 семейства.
Според преброяването от 2002 година Долно Барбарево има 11 жители – 6 мъже и 5 жени в 6 домакинства и 22 къщи.

## Личности
Родени в Горно или Долно Барбарево
- Ангел Трайчев (1887 – 1921), български революционер, деец на ВМОРО и ВМРО
- Ванчо Барбаревски, войвода на ВМРО
- Трайчо Барбаревски, български хайдутин от XIX век[5]
- Цаню Барбаревски, войвода на ВМОРО